# تپه کول گدیک
تپه کول گدیک مربوط به عصر آهن - دوره اشکانیان است و در شهرستان کوثر، بخش فیروزآباد، دهستان زرج آباد، روستای زناب واقع شده و این اثر در تاریخ ۲۶ اسفند ۱۳۸۷ با شمارهٔ ثبت ۲۵۷۹۱ به‌عنوان یکی از آثار ملی ایران به ثبت رسیده است.